# Thekla Naveau
Thekla Naveau (* 13. April 1822 in Mühlhausen/Thüringen und am 5. Mai 1822 auf den Namen Thecla Amalia Wilhelmine Naveau getauft; † 10. September 1871 in Nordhausen) war eine deutsche Kindergärtnerin (Anhängerin von Friedrich Fröbel), Frauenrechtlerin und Kinderbuch-Autorin.

## Leben und Wirken
Thekla war das zweite von sechs Kindern des pract. Arzt, städt. Oberwundarzt und Geburtshelfer Johann Ludwig Gottlieb Naveau und dessen Ehefrau Wilhelmine, geb. Helmkampf. Da das Familienoberhaupt 1828 starb, übersiedelte die 36-jährige Witwe mit ihren Kindern zu ihrer verwitweten Mutter nach Groß-Keula. Unterrichtet wurde sie ausschließlich von der Mutter.
Mit 25 Jahren kam Thekla Naveau wieder zurück in ihre Geburtsstadt, wo sie im Hause von Julie Lutteroth u. a. als Privaterzieherin tätig war. Dort lernte sie die um fünf Jahre jüngere  Fröbelepigonin und Frauenführerin Henriette Schrader-Breymann kennen, die Thekla Naveau für Fröbel und seine Pädagogik sowie die Bildung des weiblichen Geschlechts begeisterte.
Trotz ihrer sicheren Stellung im Lutteroth’schen Hause entschied sich die inzwischen über 30-Jährige für eine  Berufsausbildung. Im Frühjahr/Sommer 1853 absolvierte Thekla Naveau einen halbjährigen Ausbildungskurs zur Kindergärtnerin. Die Ausbildungsstätte hatte Wilhelm Middendorf nach dem Tod Friedrich Fröbels vom Schlösschen Marienthal bei Bad Liebenstein nach Keilhau bei Rudolstadt/Thüringen verlegt.  Für die Ausbildung der jungen Mädchen und Frauen zeichneten vor allem Louise Fröbel, zweite Ehefrau des Kindergartenbegründers, und Wilhelm Middendorff verantwortlich. Kommilitoninnen von Thekla Naveau waren u. a. die später international bekannte Fröbelpädagogin Eleonore Heerwart, Bertha Oldenburg, Friederike Jansen und Luise Pösche.
Nach der Ausbildung eröffnete die frisch ausgebildete Kindergärtnerin, zusammen mit ihrer Schwester Marianne, in  Sondershausen/Thüringen einen Fröbel-Kindergarten. Darüber berichtete Thekla Naveau:

„Derselbe wurde mit nur 7 Zöglingen aus unserem näheren Bekanntenkreis eröffnet und fand bei dem mit der Bedeutung der Sache ganz unbekannten Publikum nur langsam Eingang. Die Kinderzahl erreichte erst nach vierjährigem Bestehen eine den Verhältnissen des Ortes angemessene Höhe. Unser Bemühen, den Kindern neben methodischer Beschäftigung nach F. Fröbels Grundsätzen die Sorgfalt der Familienerziehung zu gewähren, wurde durch das Vertrauen der Eltern und Schulbehörden belohnt und unsere kleine Anstalt gewährte uns die freudigste Befriedigung.“

Eleonore Heerwart erinnerte sich mit folgenden Worten an die praktische Begabung ihrer einstigen Studienkollegin:
Wie lieblich sprach Thekla über Blumen mit ihren Zöglingen, ein Blättchen, ein Gräschen wurde in ihrer Hand zu einem Zauberstäbchen, mit dem sie bei den Kindern die Liebe zur Natur anregte (Heerwart 1906, S. 59 f).
Ferner gründete sie noch ein Kindergärtnerinnenseminar und eine nicht konfessionsgebundene Elementarschule, die nach denselben Grundsätzen wie der Kindergarten konzipiert war.
Thekla Naveau war mit dem freireligiösen Prediger Eduard Wilhelm Baltzer  befreundet, der 1845 zum Pastor an der Nicolaikirche in Nordhausen gewählt, vom Kirchenkonsistorium aber nicht im Amt bestätigt wurde. Aufgrund ihrer religiösen Anschauung verbitterten ihr aus Mißgunst angezettelte Plackereien seitens der vorgesetzten Schulbehörden ihre segensreiche Wirksamkeit (zit. n. Bülow 2005, S. 34). Schließlich übergab die Pädagogin die Anstalten an ihre schon seit fünf Jahren mit ihr vereint wirkende Cousine Julie Bertram. Thekla Naveau zog nach Nordhausen/Thüringen und gründete dort am 1. April 1867 einen Fröbel-Kindergarten, den zweiten der Stadt, später ein Seminar zur Ausbildung von Kindergärtnerinnen sowie eine Fortbildungsanstalt. Aus allen Teilen des deutschsprachigen Raums kamen junge Mädchen nach Nordhausen, um sich dort zur Kindergärtnerin ausbilden zu lassen. Stellvertretend für viele sei hier Hedwig Zollikofer aus St. Gallen genannt, die den Fröbelschen Kindergarten und die Fröbelsche Pädagogik in die Schweiz trug und diesbezüglich in der Fachzeitschrift Der Schweizerische Kindergarten publizierte (vgl. Bülow 2005, S. 6 ff.).
Thekla Naveau war rege schriftstellerisch tätig. Dabei setzte sie sich insbesondere für die Verbreitung des Fröbelschen Kindergartens und der Fröbelschen Spielgaben ein. Sie forderte ganz  im Sinne des Kindergartenbegründers die Erziehenden auf: Kommt laßt uns unseren Kindern leben! ruft der große Erzieher Friedrich Fröbel uns zu, und die ganze Erziehungsweise der Neuzeit antwortet: Ja, laßt uns mit ihnen leben und mit ihnen streben und das Schöne lieben, das Gute zu thun, das Wahre zu erkennen, laßt uns theilen ihr ganzes unschuldig-schönes, lebendig-heiteres, den frohen Dasein zugewendetes Leben! (Naveau 1865, Vorwort). Hohe Beachtung fand ihr Werk Aus des Kindes Heimath, ein 43-seitiges Familienbuch mit zwölf mehrfarbigen Abbildungen von Julius Hoffmann,
welches dem Kinde erst in der Hand der Mutter oder Erzieherin lieb werden wird, welches es erst verstehen wird, durch das gemeinsame Betrachten, durch das freundliche Wort der mütterlichen Freundin, welches dann aber nicht mehr blos der kurzen Unterhaltung dient, sondern dem Kinde ein bleibender Schatz wird, zu welchem es mit immer wachsender Liebe zurückkehrt (Naveau 1865, Vorwort).
Zusammen mit ihrer Schwester Marianne Naveau, die ebenfalls Kindergärtnerin war, publizierte sie 1870 das seinerzeit hochgeschätzte Fachbuch Fröbel-Spiele, Lieder und Verse für Kindergarten, Elementarklasse und Familie, das bereits 1920 in der 19. Auflage erschien. Sein Inhalt ist in folgende Abteilungen aufgeteilt: I. Eingangslieder, II. Eingangsspiele, III. Ballspiele, IV. Kugelspiele, V. Finger- und Gliederspiele, VI. Baulieder, VII. Geh- und Laufspiele, VIII. Kreisspiele, IX. Ratespiele, X. Nachahmespiele, XI. Kleine Lieder, schließlich XII. Schlusslieder. Dem schließen sich noch ein Nachtrag und Anhang an. Jede Abteilung ist mit Illustrationen aus Fröbels Mutter- und Koseliedern geschmückt (vgl. Konrad 2006, S. 159 f.).
Die Pädagogin engagierte sich noch in der Frauenbewegung. Sie war aktives Mitglied im Allgemeiner Deutscher Frauenverein. Als Vorsteherin des Nordhauser Frauenbildungsvereins war sie Hauptagitatorin  der  am 10. September  1871 in Nordhausen geplanten Generalversammlung des Allgemeinen Deutschen Frauenvereins. Diese musste jedoch wegen der in Nordhausen herrschenden Pockenepidemie, von der auch Thekla Naveau ergriffen wurde und an deren Folgen sie starb, nach Leipzig verlegt werden.
Ein Teil ihres Nachlasses befindet sich im Ida-Seele-Archiv.

## Schriften (Auswahl)
- Friedrich Fröbel’s Kindergärten. In: Jahrbuch der freireligiösen Gemeinden für das Schaltjahr 1860. Freireligiöser Kalender. 1. Jg., Gotha 1859, S. 150–158.
- Einfache Erzählungen. Chelius, Stuttgart 1860.
- Der Erzieherberuf. In: Kindergarten. 1. Jg. 1860, S. 87–89.
- Entwickelnd erziehen! In: Kindergarten. 1. Jg. 1860, S. 52–55.
- Die Naturwissenschaft im Kindergarten. In: Kindergarten. 2. Jg. 1861, S. 174–177.
- Unser Verkehr mit der Natur. In: Die Erziehung der Gegenwart. 1. Jg. 1861, S. 136.
- Zur Geschichte der Kindergärten. In: Die Erziehung der Gegenwart. 2. Jg. 1862, S. 116.
- Der vierte Baukasten. Die sechste Spielgabe Fröbels. In: Die Erziehung der Gegenwart. 2. Jg. 1862, S. 159–161.
- Das Bauen. In: Kindergarten. 4. Jg. 1863, S. 120–124.
- Die 5. und 6. Spielgaben. In: Kindergarten. 4. Jg. 1863, S. 140–144.
- Aus des Kindes Heimath. Scheitlin, Stuttgart 1865.
- Frau Rosa's Kinderstube. [1. Teil] Ein praktisches Handbuch für Mütter und Lehrerinnen an Kleinkinderschulen, enthaltend bildende Beschäftigungen für Kinder von 3 – 6 Jahren. Stuttgart [ca. 1865]. [2. Teil] Ein praktisches Handbuch für Mütter und Erzieherinnen,  enthaltend bildende Beschäftigungen für Kinder von 5 – 8 Jahren. Stuttgart 1866.
- Der Kindergarten und seine Erziehungsmittel. Stuttgart 1868.
- Neues Erzählbuch für Haus und Kindergarten. Scheitlin, Stuttgart 1868.
- Fröbel-Spiele, Lieder und Verse für Kindergarten, Elementarklasse und Familie. Hoffmann & Campe, Hamburg 1870. (Digitalisat der 19. Aufl. 1920)